# Hubbardina
Hubbardina es un género de foraminífero bentónico de la familia Asterigerinatidae, de la superfamilia Asterigerinoidea, del suborden Rotaliina y del orden Rotaliida. Su especie tipo es Hubbardina pacifica. Su rango cronoestratigráfico abarca el Holoceno.

## Clasificación
Hubbardina incluye a la siguiente especie:
- Hubbardina pacifica